# Liste des classes de navires de la Marine royale canadienne

Drapeau de la Marine royale canadienne

Cet article liste les classes des navires utilisés par la Marine royale canadienne des Forces canadiennes depuis sa création.

## Classes en service

### Classe Harry DeWolf
| Nom                                 | Lancement | Mise en service | État       |
| ----------------------------------- | --------- | --------------- | ---------- |
| NCSM Harry Dewolf (AOPV 430)        |           | 2021            | En service |
| NCSM Margaret Brooke (AOPV 431)     |           | 2022            | En service |
| NCSM Max Bernays (AOPV 432)         |           | 2024            | En service |
| NCSM William Hall (AOPV 433)        |           | ?               |            |
| NCSM Frédérick Rolette (AOPV 434)   |           | ?               |            |
| NCSM Robert Hampton Gray (AOPV 435) |           | ?               |            |

### Classe Halifax
| Nom                            | Lancement | Mise en service | État       |
| ------------------------------ | --------- | --------------- | ---------- |
| NCSM Halifax (FFH 330)         | 1988      | 1992            | En service |
| NCSM Vancouver (FFH 331)       | 1989      | 1993            | En service |
| NCSM Ville de Québec (FFH 332) | 1991      | 1994            | En service |
| NCSM Toronto (FFH 333)         | 1990      | 1993            | En service |
| NCSM Regina (FFH 334)          | 1992      | 1993            | En service |
| NCSM Calgary (FFH 335)         | 1992      | 1995            | En service |
| NCSM Montréal (FFH 336)        | 1992      | 1994            | En service |
| NCSM Fredericton (FFH 337)     | 1993      | 1994            | En service |
| NCSM Winnipeg (FFH 338)        | 1994      | 1996            | En service |
| NCSM Charlottetown (FFH 339)   | 1994      | 1995            | En service |
| NCSM St. John's (FFH 340)      | 1995      | 1996            | En service |
| NCSM Ottawa (FFH 341)          | 1996      | 1996            | En service |

### Classe Orca
| Nom              | Date de lancement | Date de livraison | État       |
| ---------------- | ----------------- | ----------------- | ---------- |
| Orca (PCT 55)    | 9 août 2006       | 17 novembre 2006  | En service |
| Raven (PCT 56)   | 10 janvier 2007   | 15 mars 2007      | En service |
| Caribou (PCT 57) | 2 mai 2007        | 31 juillet 2007   | En service |
| Renard (PCT 58)  | 1er août 2007     | 13 septembre 2007 | En service |
| Wolf (PCT 59)    | 22 octobre 2007   | 29 novembre 2007  | En service |
| Grizzly (PCT 60) | 14 février 2008   | 19 mars 2008      | En service |
| Cougar (PCT 61)  | juin 2008         | juillet 2008      | En service |
| Moose (PCT 62)   | octobre 2008      | 27 novembre 2008  | En service |

### Classe Kingston
| Nom                       | État       |
| ------------------------- | ---------- |
| NCSM Kingston (MM 700)    | En service |
| NCSM Glace Bay (MM 701)   | En service |
| NCSM Nanaimo (MM 702)     | En service |
| NCSM Edmonton (MM 703)    | En service |
| NCSM Shawinigan (MM 704)  | En service |
| NCSM Whitehorse (MM 705)  | En service |
| NCSM Yellowknife (MM 706) | En service |
| NCSM Goose Bay (MM 707)   | En service |
| NCSM Moncton (MM 708)     | En service |
| NCSM Saskatoon (MM 709)   | En service |
| NCSM Brandon (MM 710)     | En service |
| NCSM Summerside (MM 711)  | En service |

### Classe Iroquois
| Nom                       | État         |
| ------------------------- | ------------ |
| NCSM Iroquois (DDG 280)   | Hors-service |
| NCSM Huron (DDG 281)      | Hors-service |
| NCSM Athabaskan (DDG 282) | Hors-service |
| NCSM Algonquin (DDG 283)  | Hors-service |

### Classe Protecteur
| Nom                       | État         |
| ------------------------- | ------------ |
| NCSM Protecteur (AOR 509) | Hors-service |
| NCSM Preserver (AOR 510)  | Hors-service |

### Classe Victoria
| Nom                         | État       |
| --------------------------- | ---------- |
| NCSM Victoria (SSK 876)     | En service |
| NCSM Windsor (SSK 877)      | En service |
| NCSM Corner Brook (SSK 878) | En service |
| NCSM Chicoutimi (SSK 879)   | En service |

### Classes Glen et Ville
| Nom                     | État       |
| ----------------------- | ---------- |
| Glendyne (YTB 640)      | En service |
| Glendale (YTB 641)      | En service |
| Glenevis (YTB 642)      | En service |
| Glenbrook (YTB 643)     | En service |
| Glenside (YTB 644)      | En service |
| Lawrenceville (YTL 590) | En service |
| Parksville (YTL 591)    | En service |
| Listerville (YTL 592)   | En service |
| Merrickville (YTL 593)  | En service |
| Marysville (YTL 594)    | En service |
| Tillicum (YTM 555)      | En service |

### Classe YAG 300
| Nom                    | État         |
| ---------------------- | ------------ |
| CFAV Grizzly (YAG 306) | Hors service |
| CFAV Wolf (YAG 308)    | Hors service |
| CFAV Otter (YAG 312)   | Hors service |
| CFAV Caribou (YAG 314) | Hors service |
| CFAV Badger (YAG 319)  | Hors service |
| CFAV Lynx (YAG 320)    | Hors service |

## Classes passées et présentes
| Nom de la Classe                                | Type de navire                                      | État         | Lien avec un navire de cette classe                  |
| ----------------------------------------------- | --------------------------------------------------- | ------------ | ---------------------------------------------------- |
| AOR                                             | Pétrolier ravitailleur d'escadre                    | En service   | MV Astérix                                           |
| Classe Iroquois                                 | Destroyers                                          | Hors service | NCSM Athabaskan (DDG 282)                            |
| Classe Halifax                                  | Frégates                                            | En service   | NCSM Ville de Québec (FFH 332)                       |
| Classe Protecteur                               | Pétroliers ravitailleur d'escadre                   | Hors service | NCSM Protecteur (AOR 509) NCSM Preserver (AOR 510)   |
| Classe Kingston                                 | Navires de défense côtière                          | En service   | NCSM Shawinigan (MM 704)                             |
| Classe Orca                                     | Patrouilleurs et navire-école                       | En service   | NCSM Cougar (PCT 61)                                 |
| Classe Victoria                                 | Sous-Marin d'attaque                                | En service   | NCSM Corner Brook (SSK 878)                          |
| Classe Glen (en)                                | Remorqueur portuaire                                | En service   | CFAV Glendyne (YTB 640) (en)                         |
| Classe Bateau-pompe remorqueur (en)             | Bateau-pompe remorqueur                             | En service   | CFAV Firebrand (YTR 562) (en)                        |
| Classe Ville (en)                               | Remorqueur portuaire                                | En service   | CFAV Listerville (YTL 592)                           |
| Classe Voilier d'entraînement                   | Voilier navire-école                                | En service   | HMCS Oriole (KC-480)                                 |
| Classe Vent (en) * Wind class                   | Brise-glace lourd et patrouilleur dans l'arctique   | Hors-service | NGCC Labrador * ex - NCSM Labrador (AW 50)           |
| Classe Oberon                                   | Sous-marin                                          | Hors-service | NCSM Onondaga (S73)                                  |
| Classe Majestic                                 | Porte-avions                                        | Hors-service | NCSM Bonaventure (CVL 22)                            |
| Classe Hydroptère                               | Escorte hydroptère rapide et chasseur de sous-marin | Hors-service | NCSM Bras d'Or (FHE 400)                             |
| Classe V (en)                                   | Destroyers d'escorte                                | Hors-service | NCSM Sioux (R64) (en)                                |
| Classe Tribal                                   | Destroyers                                          | Hors-service | NCSM Haida (G63)                                     |
| Classe Diadem                                   | Croiseur protégé                                    | Hors-service | NCSM Niobe                                           |
| Classe Provider                                 | Pétrolier ravitailleur d'escadre                    | Hors-service | HMCS Provider (AOR 508) (en)                         |
| Classe Fleur (en) * Flower class                | Corvette (navire)                                   | Hors-service | NCSM Ville de Québec (K242)                          |
| Classe Restigouche (en)                         | Destroyers                                          | Hors-service | NCSM Terra Nova (DDE 259)                            |
| Classe Annapolis (en)                           | Destroyers                                          | Hors-service | NCSM Nipigon (DDH 266) (en)                          |
| Classe Anticosti (en)                           | Dragueurs de mines                                  | Hors-service | NCSM Anticosti (MSA 110) (en)                        |
| Classe River (destroyer canadien)               | Destroyers                                          | Hors-service | NCSM Skeena (D59)                                    |
| Classe Saint-Laurent (en)                       | Destroyers                                          | Hors-service | NCSM Skeena (DDH 207) (en)                           |
| Classe Mackenzie (en)                           | Destroyers                                          | Hors-service | NCSM Saskatchewan (DDE 262) (en)                     |
| Classe Prestonia (en)                           | Frégates d'escorte anti-sous-marin                  | Hors-service | NCSM Cap de la Madeleine (FFE 317) (en)              |
| Classe Bay (en)                                 | Dragueur de mines                                   | Hors-service | NCSM Chaleur (MCB 144) (en)                          |
| Classe Bird                                     | Navire ravitailleur et de patrouille                | Hors-service | NCSM Cormorant (ASL 20) (en)                         |
| Classe Chalutier des îles * Isles class trawler | Dragueur de mines et patrouilleur                   | Hors-service | HMT Ailsa Craig (en)                                 |
| Classe Apollo                                   | Croiseur protégé                                    | Hors-service | NCSM Rainbow (1891)                                  |
| Classe River (frégate)                          | Frégates                                            | Hors-service | De la Classe River (frégate) L'Escarmouche (K 267)   |
| Classe Bangor (en)                              | Dragueur de mines                                   | Hors-service | NCSM Red Deer (J255)                                 |
| Classe Cape (en)                                | Escorte et ravitailleur                             | Hors-service | NCSM Cape Breton (ARE 100) (en) - Photo du navire    |
| Classe Baloa (en)                               | Sous-marin                                          | Hors-service | NCSM Grilse (SS-71) ex USS Burrfish (SSR 312)        |
| Classe Tench                                    | Sous-marin                                          | Hors-service | NCSM Rainbow (SS-75) (en) ex - USS Argonaut (SS-475) |
| Classe S (en)                                   | Destroyers (1916)                                   | Hors-service | NCSM Vancouver (F6A) (en)                            |
| Classe Colossus (porte-avions)                  | Porte-avions                                        | Hors-service | ARA Independencia (V-1) ex - NCSM Warrior            |
| Classe YAG                                      | Navire d'entraînement                               | Hors-service | CFAV Grizzly (306)                                   |